# María Isabel Fernández
María Isabel Fernández Conde, detta Marisa (Siviglia, 6 settembre 1982), è una pallavolista spagnola, nel ruolo di centrale.

## Carriera
La carriera di María Isabel Fernández inizia nel 2000 nell'Universidad de Granada, squadra della massima serie del campionato spagnolo; nel 2003 è al Benidorm, mentre nel 2004 nel Template:Volley femminile Volley femminile Cordoba. Dopo due stagioni al Las Palmas nel 2007 viene ingaggiata dal CAV Murcia con la quale vince il campionato, la coppa della regina e la supercoppa spagnola. Nella stagione 2008-09 si trasferisce in Grecia, nel Panathīnaïkos, dove oltre alla vittoria del campionato, vince anche la Coppa di Grecia, venendo nominata come MVP del torneo.
Nella stagione 2009-10 viene ingaggiata dalla Robur Tiboni Urbino squadra esordiente nella Serie A1 italiana. Nella stagione 2010-11 va a giocare in Azerbaigian nell'İqtisadçı di Baku, mentre in quella successiva gioca nel Tjumen. Nella stagione 2012-13 viene ingaggiata a campionato iniziato dal Murillo, ritornando dopo quattro stagioni all'estero in Spagna.
Nel campionato 2013-14 torna a giocare nel campionato greco con l'AEK Atene, mentre a metà della stagione 2014-15 è nuovamente in patria, nel JAV Olímpico.

## Palmarès

### Club
- Campionato spagnolo: 1

2007-08
- Coppa della Regina: 1

2007-08
- Supercoppa spagnola: 1

2008
- Campionato greco: 1

2008-09
- Coppa di Grecia: 1

2008-09

### Premi individuali
- 2007 - Superliga Femenina de Voleibol: MVP
- 2008 - Champions League: Miglior muro
- 2009 - Coppa di Grecia: MVP
- 2009 - Challenge Cup: Miglior attaccante
- 2009 - A1 Ethnikī: MVP